# Real Time (rete televisiva)
Real Time è un canale televisivo italiano privato edito da Warner Bros. Discovery Italia, divisione di Warner Bros. Discovery. Fino al 31 agosto 2010 il canale era noto come Discovery Real Time.
La direttrice di Real Time è Laura Carafoli.
Il palinsesto di Real Time è dedicato principalmente alle donne, con il target di riferimento compreso tra i 15 e i 54 anni.
La raccolta pubblicitaria del canale è affidata a Discovery Media, la filiale pubblicitaria interna di Discovery Italia.

## Storia
Il canale, lanciato in Italia il 1º ottobre 2005 sulla piattaforma Sky Italia e disponibile a pagamento sul canale 118, ha una programmazione che ruota attorno alla vita reale ricorrendo a diversi generi televisivi: dall'intrattenimento ai reportage, dalle docu-fiction ai reality, dai talk-show ai programmi di cucina, il primo programma sperimentale della rete fu Paint Your Life.
Dopo essere diventato il canale di intrattenimento non-fiction più visto della piattaforma Sky Italia, il 1º settembre 2010 ha cambiato il nome in "Real Time", ed è diventato disponibile sia sul digitale terrestre sia via satellite in chiaro, aderendo anche alla piattaforma Tivùsat.
L'8 novembre 2010 si sposta al canale 126 e nasce la versione +1 del canale (al canale 127). Il 4 luglio 2011 si sposta ai canali 124 e 125 e dal 1º febbraio 2012 trasmette anche in alta definizione.
Il 17 ottobre 2014 il canale rinnova logo e grafica. La luminosa passa in alto a sinistra dello schermo e viene aggiunta la scritta del programma in alto a destra.
Il 6 febbraio 2015 venne aggiunta la D del logo Discovery alla sinistra del logo di rete, come per gli altri canali free.
Dal 1º marzo 2019 su Tivùsat, le versioni "HD" e "+1" sostituiscono quella SD, perciò diventano visibili rispettivamente agli LCN 31 e 131.
Il 13 marzo 2019 chiude definitivamente la versione SD sul satellite.
Dal 9 aprile Real Time, insieme agli altri canali free del gruppo, è disponibile anche in streaming in HD sulla piattaforma Dplay.
Il 10 aprile 2020 la luminosa diventò monocromatica, preceduta dall’intero logo Discovery. Furono inoltre rimpicciolite le scritte in sovrimpressione, compresi i vari suffissi.
Il 1º dicembre 2020 la versione +1 chiude definitivamente le trasmissioni sul satellite, cosicché Real Time rimane disponibile esclusivamente in HD sul satellite.
L'8 marzo 2022 la versione HD del canale arriva anche sul digitale terrestre, sostituendo definitivamente la versione SD.
Il 6 giugno 2022 la luminosa ha riadottato la propria colorazione e va ad affiancare il logo della nuova società Warner Bros. Discovery.
Dal 21 agosto 2022 Real Time va in onda con una nuova veste grafica.
Il 1º luglio 2025 a seguito del mancanto rinnovo del contratto tra Sky e Warner Bros. Discovery, Real Time cessa le proprie trasmissioni sulla piattaforma Sky.

## Altre versioni

### Real Time +1
Dall'8 novembre 2010 sulla piattaforma Sky Italia, il canale aveva anche una versione timeshift (Real Time +1), che ritrasmetteva la medesima programmazione di Real Time posticipata di un'ora. Inizialmente al canale 127 della piattaforma, il 4 luglio 2011 si è trasferito al canale 125.
Il 29 marzo 2014 Real Time +1 si sposta dal canale 125 di Sky Italia al canale 132, mentre il 2 gennaio 2019 si trasferisce al canale 161.
Dal 1º marzo 2019 è disponibile anche su Tivùsat all'LCN 131.
Il 1º dicembre 2020 Real Time +1 termina definitivamente le trasmissioni.

### Real Time HD
Dal 1º febbraio 2012 è disponibile su Sky Italia la versione in alta definizione di Real Time. Il canale è disponibile in modalità free to view.
Il 29 marzo 2014 Real Time HD si trasferisce dal canale 124 di Sky Italia al canale 131, mentre dal 2 gennaio 2019 si è spostato al canale 160.
Dal 1º marzo 2019 è disponibile anche su Tivùsat all'LCN 31 in sostituzione della versione a definizione standard.
Dall'8 marzo 2022 è anche sul digitale terrestre all'LCN 31 in sostituzione della versione a definizione standard.

## Palinsesto
Dalla nascita del canale, Discovery Real Time ha realizzato in Italia vari programmi originali e molti titoli basati sul riadattamento di format preesistenti. Questo canale trasmette diversi programmi di reti televisive estere, principalmente TLC e Channel 4, doppiati in italiano. Sono presenti, nella programmazione del canale, anche finestre informative realizzate da ClassTV e dal 2019 con il nome di TG Real Time, curato da LaPresse e dal 2024 da CNN Italia.

### Produzioni originali
Di seguito sono elencate le produzioni originali del canale italiano:
- Abito da sposa cercasi - Palermo
- Abito da sposa cercasi - Puglia
- Alta infedeltà
- Amici di Maria De Filippi (2014-2020, day-time)
- Amici oltre
- Astrolove
- Bake Off Italia - Dolci in forno
- Best In Town
- C'era una volta… L'amore
- Cambia con me
- Casa a prima vista
- Casa do menor - L'altra faccia del Brasile
- Cake star - Pasticcerie in sfida
- Cerco casa disperatamente
- Changing Rooms
- Chef a domicilio
- Che diavolo di pasticceria!
- Clio Make Up
- Clio PopUp
- Come è fatto con Barbara
- Cortesie in famiglia
- Cortesie per gli ospiti
- Cortesie per gli ospiti B&B
- Cortesie per gli ospiti New York
- Cucina con Ale
- La Chef e la Boss
- La clinica per rinascere
- L'eleganza del maschio
- Cuoco gentiluomo
- Da qui a un anno
- Diario di un chirurgo
- Diario di un wedding planner
- Dimmi di sì
- Diversity Media Awards
- Dire, fare, baciare Italia
- Donne mortali
- Drag Race Italia
- Elettra e il resto scompare
- Enzo missione spose
- Fatto in casa per voi
- Finger Food Factory
- Fuori menù (st. 1-4)
- Guardaroba perfetto
- Guardaroba perfetto: kids and teen
- Hair - Sfida all'ultimo taglio
- Hairstyle
- Hammam
- Hello Goodbye
- I colori dell'amore
- Il boss delle cerimonie (st. 1-5)
- Il castello delle cerimonie (st. 6-8)
- Il pranzo di Mosè
- Il re del cioccolato
- Il regno di Katia Salzano
- Il salone delle meraviglie
- Italiani made in China
- Italiani made in India
- Junk Good
- La classe di Csaba
- Le cose che odio di te
- Life Shock
- L'abito dei sogni
- La cuoca bendata
- L'ost
- Ma come ti vesti?!
- Makeup Time con Clio
- Mamma mia
- Mamma sei 2 much
- Matrimonio a prima vista Italia (st. 4)
- Matrimonio all'italiana
- Merry Christmas con Csaba
- Molto bene
- Nail Lab
- Non solo magre
- Ostetriche
- Paint Your Christmas
- Party Planners
- Paint Your Day
- Paint Your Life
- Paint on the Road
- Primo appuntamento
- Primo appuntamento Crociera
- Radio Italia Live
- RDS Academy
- Re-fashion
- Reparto maternità
- Rivelo
- Se balli ti sposo
- Seconda vita
- Sex Tape Italia
- Shopping Night
- Shopping Night: Home Edition
- SOS Acne
- Stelle e padelle
- Summer Cooking con Csaba
- Take me out - Esci con me
- The CooKing
- Tienda: missione bellezza
- Ti prendo per la gola
- Ti spazzo in due
- Ti spedisco in convento
- Torte in corso con Renato
- Tutto in un weekend
- Un giorno per me
- Vendo casa disperatamente
- Wedding Planners
- Welcome Style
- Zenzero

### Prime visioni
- 21 sotto un tetto
- 24 ore al pronto soccorso
- 24 ore in sala parto
- 24 ore in sala parto USA
- 290 chili, vergine
- 90 giorni per innamorarsi
- Abito da damigella cercasi
- Abito da sposa: Beverly Hills
- Abito da sposa cercasi
- Abito da sposa cercasi: outlet
- Abito da sposa cercasi: XXL
- Acquari di famiglia
- Adolescenti XXL
- Adulti che non invecchiano
- Alberi di Natale da favola
- Al mio vero unico amore
- Appuntamenti da incubo
- Baby Party esagerati
- Bakery Boss: Sos Buddy
- Baker Brothers
- Baking Mad: i dolci di Eric
- Basta: io o il cane
- Best Bakery
- Body Bizarre
- Breaking Amish
- Breaking Amish L.A.
- Breaking Amish ritorno a casa
- Bugiardi a dieta
- Candy queen
- Casa da incubo
- Chef XXL
- Cher: Mia figlia cambia sesso
- Chi diavolo ho sposato?
- Chirurgia XXL
- Collezioni estremi
- Collezioni da pazzi
- Come è fatto
- Come tu mi vuoi
- Cougar Wives - L'amore non ha età
- Craft Wars - Sfida all'ultima creazione
- Crimini del cuore
- Cucina con Buddy
- Cucina con Ramsay
- Cucine da incubo
- Cucine da incubo USA
- Cucina con Nigella
- Da qui a un anno UK
- Delitti di famiglia
- Desperately Hungry Housewives
- Dire, fare, baciare America
- Donne: il volto della violenza
- Dottore, ho qualcosa che non va?
- Dr. Pimple Popper, la dottoressa schiacciabrufoli
- Due abiti per una sposa
- Emilia: Cronaca di un Terremoto
- Emozioni in vitro
- ER: Storie incredibili
- Extreme Makeover: Diet Edition
- Fashion Star
- Fedele da morire
- Festa da Tiffany
- Feste al risparmio
- Fantasmi
- Food Hospital
- Gipsy Sisters
- Gite gastronomiche
- Grassi contro magri
- Grassi contro magri teenager
- Gravidanze straordinarie
- Hercai - Amore e vendetta
- Hotel da incubo
- Il cibo ti fa bella
- Il cibo ti fa bella Australia
- In cucina con Ramsay
- Il giardiniere
- Il boss delle torte
- Il boss delle torte: la sfida
- Il boss delle torte: la sfida Sudamerica
- Il dottor Alì
- Il mio gatto è indemoniato
- Il mio grosso grasso matrimonio gypsy
- Il mondo di Honey Boo Boo
- Il nostro piccolo grande amore
- Incidenti di bellezza
- Io e la mia ossessione
- Io e le mie mogli
- I peggiori cuochi d'America
- I segreti dell'amore
- Jodie Marsh
- Jo Frost: SOS genitori USA
- Katie Hopkins: un grasso esperimento
- King's Cross ER
- La bottega dei Cupcake
- La fabbrica del cioccolato
- L'aggiustatutto a domicilio
- La guerra delle spose
- La regina dei lustrini
- Le mie cinque mogli
- L'investigatore Wolfe
- Little Miss America
- Long Island Medium
- La stilista delle spose
- Luci di Natale da favola
- Mad Fashion
- Mai più sepolti in casa
- Malati di premi
- Malati di pulito
- Malati di risparmio
- Malati di shopping
- Malattie imbarazzanti
- Malattie imbarazzanti XXL
- Malattie misteriose
- Mamma mia!
- Mamme che amano troppo
- Mamme al liceo
- Miami Ink
- Milion Dollar Decorators
- Mob Wives
- Monster House: case da pazzi
- My Shocking Body
- Nigellissima
- Non sapevo di essere incinta
- Non sapevo di essere incinta di nuovo
- Nude e belle UK
- Obesi: un anno per rinascere
- Obesi: un anno per rinascere Norvegia
- Obiettivo peso forma
- Paint your life
- Parti di famiglia
- Parti impossibili
- Party Mamas
- Pazzi per il Natale
- Pazzi per i premi
- Pazzi per la spesa
- Quando nasce una mamma
- Quattro matrimoni US
- Ramsay's Best Restaurant
- Ramsay: Chef dietro le sbarre
- Randy: SOS Matrimonio
- School Mum Makeover
- Segreti di famiglia
- Sepolte dai vestiti
- Sepolti in casa
- Sepolti in casa: animali
- Sepolti in casa: la porta accanto
- Sex ER: tutta colpa del sesso
- Sex Hospital
- Shopping Night UK
- Sing Date
- Smamma
- Speciale Natale con Gordon
- Spose curvy
- Storia di un bebè
- Strange love
- Strip Date - Come tu mi vuoi
- Tabatha mani di forbice
- The Apartment
- Top Chef - Solo dessert
- Top Chef Masters
- Torte da record
- Torta di matrimonio cercasi
- Transgender e incinta
- Ucciderei per te
- Undercover Boss
- Un diavolo in famiglia
- Vita al pronto soccorso
- Vite al limite
- Vite segrete di mogli imperfette
- Virgin diaries

### Informazione
- Class TV (2014-2019)
- TG Real Time (dal 2019)
- Meteo
- TG Real Time CNN (dal 2024)

## Volti della rete
- Alessandro Borghese
- Andrea Castrignano
- Barbara Tabita
- Angelo Garini
- Flavia Cercato
- Miguel Angel
- Francesca Francone
- Michela Zucca
- Raffaele Brauzzo
- Roberta Bruzzone
- Alessandra Impalli
- Andrea Rossini
- Andrea Spera
- Angelo Ardovino
- Antonio Capitani
- Barbara Gulienetti
- Benedetta Parodi
- Carla Gozzi
- Chiara Tonelli
- Clelia d'Onofrio
- Clio Zammatteo
- Csaba Dalla Zorza
- Damiano Carrara
- Davide Oldani
- Enzo Miccio
- Ernst Knam
- Fabrizio Rogano
- Gabriele Corsi
- Gianluca Esposito
- Irene Greco
- Katia Follesa
- Laura Caldarola
- Leonida Lovati
- Luca Cabassi
- Max Viola
- Nicoletta Cataldi
- Paola Marella
- Renato Ardovino
- Michela Parisi (in arte Mikeligna)
- Riccardo Vannetti
- Roberto Ruspoli
- Sebastiano Rovida
- Tommaso Zorzi
- Valentina Raffaelli
- Virginia Cabrini
- Luca Zanforlin
- Flavio Montrucchio
- Alessia Mancini
- Imma Polese
- Benedetta Rossi

## Ascolti

### Share mensile
Dati Auditel relativi al giorno medio mensile sul target individui 4+.
| Anno | Gen   | Feb   | Mar   | Apr   | Mag   | Giu   | Lug   | Ago   | Set   | Ott   | Nov   | Dic   | Media anno |
| ---- | ----- | ----- | ----- | ----- | ----- | ----- | ----- | ----- | ----- | ----- | ----- | ----- | ---------- |
| 2010 | 0,12% | 0,10% | 0,09% | 0,11% | 0,10% | 0,17% | 0,16% | 0,16% | 0,22% | 0,19% | 0,21% | 0,55% | 0,18%      |
| 2011 | 0,79% | 0,76% | 0,72% | 0,71% | 0,79% | 1,00% | 1,12% | 1,26% | 1,04% | 0,99% | 0,99% | 1,09% | 1,09%      |
| 2012 | 1,01% | 0,98% | 0,97% | 1,12% | 1,16% | 1,56% | 1,94% | 2,03% | 1,71% | 1,48% | 1,38% | 1,50% | 1,40%      |
| 2013 | 1,47% | 1,34% | 1,33% | 1,50% | 1,47% | 1,85% | 1,98% | 2,01% | 1,57% | 1,29% | 1,25% | 1,33% | 1,53%      |
| 2014 | 1,41% | 1,40% | 1,40% | 1,47% | 1,47% | 1,60% | 1,73% | 1,98% | 1,64% | 1,37% | 1,39% | 1,32% | 1,51%      |
| 2015 | 1,36% | 1,22% | 1,28% | 1,39% | 1,49% | 1,66% | 1,74% | 1,95% | 1,60% | 1,41% | 1,37% | 1,37% | 1,46%      |
| 2016 | 1,40% | 1,33% | 1,21% | 1,21% | 1,24% | 1,42% | 1,73% | 1,82% | 1,67% | 1,52% | 1,56% | 1,43% | 1,45%      |
| 2017 | 1,45% | 1,38% | 1,35% | 1,35% | 1,30% | 1,50% | 1,73% | 1,85% | 1,56% | 1,37% | 1,25% | 1,24% | 1,42%      |
| 2018 | 1,16% | 1,08% | 1,15% | 1,16% | 1,20% | 1,39% | 1,59% | 1,61% | 1,43% | 1,24% | 1,28% | 1,29% | 1,29%      |
| 2019 | 1,29% | 1,24% | 1,28% | 1,42% | 1,48% | 1,78% | 1,93% | 2,10% | 1,98% | 1,76% | 1,65% | 1,47% | 1,59%      |
| 2020 | 1,44% | 1,27% | 1,31% | 1,34% | 1,39% | 1,55% | 1,69% | 1,68% | 1,65% | 1,36% | 1,26% | 1,19% | 1,40%      |
| 2021 | 1,23% | 1,22% | 1,32% | 1,48% | 1,25% | 1,43% | 1,40% | 1,55% | 1,62% | 1,45% | 1,33% | 1,19% | 1,36%      |
| 2022 | 1,21% | 1,13% | 1,25% | 1,16% | 1,24% | 1,46% | 1,60% | 1,68% | 1,47% | 1,31% | 1,33% | 1,26% | 1,31%      |
| 2023 | 1,29% | 1,10% | 1,27% | 1,35% | 1,34% | 1,60% | 1,77% | 1,89% | 1,57% | 1,45% | 1,46% | 1,55% | 1,45%      |
| 2024 | 1,58% | 1,38% | 1,55% | 1,73% | 1,69% | 2,05% | 1,99% | 2,20% | 2,14% | 2,05% | 1,80% | 1,64% | 1,80%      |
| 2025 | 1,61% | 1,51% | 1,74% | 1,92% | 1,76% | 1,95% |       |       |       |       |       |       |            |

## Loghi

1º ottobre 2005 - 5 novembre 2007
5 novembre 2007 - 7 marzo 2009
7 marzo 2009[18] - 1º settembre 2010
1º settembre 2010 - 17 ottobre 2014
In uso dal 17 ottobre 2014